# جوزف مک‌گریتی
جوزف مک‌گریتی (انگلیسی: Joseph McGarrity؛ ۲۸ مارس ۱۸۷۴ – ۴ سپتامبر ۱۹۴۰)، یک فعال سیاسی آمریکایی ایرلندیتبار بود، او برای نقشی که به عنوان رهبر کلن نا گیل در آمریکا داشت و حمایتش از جمهوری‌خواهی در ایرلند، معروف بود.

## سال‌های اولیه
مک‌گریتی در ۱۸۷۴ میلادی در منطقه کاریکمور در شهرستان تایرون، ایرلند چشم به جهان گشود. خانواده وی در فقر به سر می‌برد. این امر نیاز وی برای مهاجرت از ایرلند را برانگیخت. او با بحث‌های پدرش در مورد سیاست‌های ایرلند، از جمله موضوعاتی چون فنیان‌ها (برادری ایرلند)، حزب پارلمانی ایرلند و حاکمیت داخلی ایرلند، بزرگ شد. زمانی که مک‌گریتی به سن جوانی رسید، اشتیاق فزاینده‌ای به سیاست پیدا کرد.
او زمانی که ۱۸ سال داشت به ایالات متحده مهاجرت کرد. گفته می‌شود که او تا دوبلین پیاده آمده و در آنجا به عنوان گله‌ران در یک کشتی حامل حیوانات سوار شده و خود را به لیورپول رسانده‌است. سپس با استفاده از بلیت یک شخص دیگر سوار کشتی شده و به آمریکا رفت. او در در منطقه ۴۹۰۰ جاده وینفیلد در غرب شهر فیلادلفیا، ایالت پنسیلوانیا مسکن گزین شد و به یک فرد موفق در تجارت مشروبات الکلی (لیکور) مبدل شد؛ هرچند، تجارت وی سه مرتبه با شکست مواجه شد و دو بار آن به دلیل اختلاس شریک تجاری او بود.

## ورود به دنیای سیاست
در ۱۸۹۳ میلادی، او به سازمان کلن نا گِیل پیوست، سازمان ایرلندی مقیم در آمریکا که متعهد به کمک برای ایجاد یک دولت مستقل ایرلندی است. کلن نا گِیل به شدت در اخوت فینیان، چیزی که مک‌گریتی با شنیدن آن بزرگ شده بود، دخیل بود و این سازمان در اواخر قرن نزدهم میلادی به یک سازمان خواهر اخوت جمهوری‌خواه ایرلند مبدل شد. یک دهه قبل از این‌که مک-گریتی به این سازمان بپیوندد، کلن نا گیل و جنبش فینیان هزینه پیکار دینامیت فینیان را می‌پرداختند و از طریق این پیکار آن‌ها تلاش نمودند تا با بمب‌گذاری تأسیسات بریتانیایی، دولت بریتانیا را وادار به واگذاری خاک ایرلند نمایند. هرچند، این پیکار دینامیت باعث شد تا انشعابی در کلن نا گیل به وجود آید که تا هفت سال و تا زمان پیوستن مک‌گریتی اصلاح نشد، اما در ۱۹۰۰ میلادی با پیوستن مک‌گریتی این شاخه‌ها باهم متحد شدند و برای حمایت از «استقلال مردم ایرلند و ایجاد یک جمهوری ایرلندی» درخواست نمودند. در سال‌های پس از دهه ۱۸۸۰ و دهه ۱۸۹۰، مک‌گریتی و چند فرد دیگر برای اینکه به وصل‌کردن دوباره سازمان و بخشیدن نیروی جدید به آن کمک کردند، مورد تحسین قرار گرفت.
مک‌گریتی از چندین گردهمایی مسابقه ایرلندی (Irish Race Conventions) حمایت مالی نمود و روزنامه‌ای را تحت نام آیریش پریس که از جنگ استقلال در ایرلند حمایت می‌کرد، بنیان‌گذاری نموده و از ۱۹۱۸ تا ۱۹۲۲ میلادی مدیریت آن را بر عهده داشت. او بنیان‌گذار شعبه سازمان کلن نا گیل در فیلادلفیا بود.
در جریان جنگ اول جهانی، زمانی که ایالات متحده هنوز بی‌طرف بود، مک‌گریتی در همکاری هندوستان و آلمان دخیل بود؛ او امور مربوط به خریداری تسلیحات آنی لارسون و انتقال آن از نیویورک به سن دیگو را برای هندوستان انجام داد.
زمانی که ایمون دو والرا در ۱۹۱۹ میلادی به ایالات متحده رسید، او و مک‌گریتی بسیار زود باهم یک رابطه دوستی ایجاد نموده و مک‌گریتی سفر دو والرا در ایالات متحده را مدیریت کرد. او، دو والرا را در رابطه به مزایای حمایت از وی و شعبه فیلادلفیا در مقابل شعبه نیویارکِ سازمان دوستان آزادی ایرلند که توسط جان دیوای و دنی لاف. کوهالان مدیریت می‌شد، متقاعد کرد. وی رئیس انجمن آمریکایی برای به رسمیت‌شناسی جمهوری ایرلند، شد. وی پس از غسل تعمید پسرش، نام او را ایمون دو والرا مک-گریتی گذاشت، هرچند پس از این‌که دو والرا عضو مجلس سفلا (دایل ایرین) در دولت آزاد ایرلند شد، روابط آن‌ها تیره گردید.

## پیمان انگلیس و ایرلند و پس از آن
او با پیمان انگلیس و ایرلند مخالفت نموده و در ۱۹۲۲ میلادی به دوبلین سفر نمود و با آشتی‌دادن دو والرا و مایکل کولینز قبل از انتخابات سراسری ۱۹۲۲ ایرلند، برای برقراری پیمان زودگذر کولینیز/دو والرا کمک کرد.
جنگ داخلی ایرلند باعث انشعابی در کلن نا گیل شد، همان‌گونه که باعث انشعاب در حزب شین فین در ایرلند شده بود. مک‌گریتی و سایر اعضای کلن نا گیل که در اقلیت بودند، از جناح ضد پیمان حمایت نمودند. اما اکثریت اعضای این سازمان، از جمله جان دیوی و دانیل کوهلان از جناح طرف‌دار پیمان حمایت کردند. افزون بر آن، در اکتبر ۱۹۲۰ هری بولاند به رهبری سازمان کلن نا گیل اطلاع داد که سازمان اخوت جمهوری‌خواهی ایرلند ارتباط خود را با کلن قطع خواهد کرد، مگر این‌که به سازمان اخوت جمهوری‌خواهی ایرلند تأثیرگذاری بیشتری روی امور کلن داده شود. دیوای و کوهلان با این امر مقاومت کردند، اما مک‌گیری ارتباط کلن با سازمان اخوت جمهوری‌خواهی ایرلند را حیاتی می‌دید. با این حال که شاخه مک‌گریتی در اول به‌نام «کلن نا گیل سازمان یافته» شناخته می‌شد، اما آن‌ها توانستند میراث کامل کلن نا گیل را تحت کنترل بگیرند، چون دیوای نتوانسته بود به‌طور مؤثر شاخه خود را سازمان‌دهی کند. اما به صورت کل، جنگ درونی میان ایرلندی‌های دو سوی اتلانتیک برای ایرلندی‌های آمریکایی بسیار دل‌سردکننده بود و در سال‌های پسین هیچ‌کدام از جناح‌های طرف‌دار یا ضد پیمان سازمان کلن نا گیل نتوانستند کمک‌های چندانی را جمع‌آوری کنند.
حالا که وسعت سازمان کلن نا گیل محدودتر شده بود و دیوای و کوهلان از تصویر خارج شده بودند، مک‌گریتی رئیس این سازمان شد. او از بنیان‌گذاری فیانا فیل (سربازان سرنوشت) در ۱۹۲۶ میلادی حمایت نکرد و همچنین مخالف وارد شدن حزب به مجلس نمایندگان در ۱۹۲۷ میلادی بود. حتی پس از پایان جنگ داخلی ایرلند، مک‌گریتی هنوز هم از این ایده که ۳۲ شهرستان جمهوری ایرلند را می‌توان با زور به‌دست‌آورد، حمایت می‌کرد. در بهار ۱۹۲۶ میلادی، او از رئیس ستاد ارتش جمهوری‌خواه ایرلند به‌نام اندی کوونی در آمریکا پذیرایی کرد. کوونی و کلن نا گیل قبلاً باهم توافق نموده بودند که هر دو سازمان از یکدیگر حمایت نموده و کلن نا گیل برای ارتش جمهوری‌خواه ایرلند منابع مالی تأمین می‌کند، تسلیحات خریداری می‌نماید و حمایت آمریکا را به سوی ارتش جمهوری‌خواه ایرلند جلب می‌نماید.
در اواخر دهه ۱۹۲۰ میلادی، سازمان کلن نا گیل همانند بیشتر سازمان‌های ایرلندی-آمریکایی، با مشکلات دست و پنجه نرم می‌کرد. سازمان بر اثر جنگ داخلی ایرلند از قبل می‌لنگید، نه پذیرفتن فیانا فیل باعث یک انشعاب دیگر در میان اعضای سازمان شد. بیشتر آمریکایی-ایرلندی‌ها، ارتش جمهوری‌خواه ایرلند و سازمان فیانا فیل را در آن زمان به عنوان یک سازمان می‌دیدند و خصومت کلن نا گیل و مک‌گریتی با فیانا فیل باعث انشعاب بیشتر در میان این سازمان شد.
تا ژوئیه ۱۹۲۹، عضویت کلن در یکی از دژهای محکم آن در شهر نیویورک به تنها ۶۲۰ عضو پرداخت‌کننده تقلیل یافت. پس از آن، در اکتبر همان سال وال استریت درهم شکست و رکود بزرگ آغاز شد. در ۱۹۳۳ میلادی، پس از این‌که مک‌گریتی به اتهام «ثبت اقلام نادرست در حساب‌داری» مجرم شناخته شد، او تقریباً ورشکسته شده بود. وضعیت معیشت مک‌گریتی پس از آن بهبود یافت که او به یکی از کارگزارهای اصلی بلیت برای بخت‌آزمایی بیمارستان‌های ایرلندی در ایالات متحده مبدل شد. او، دوست شخصی جوی مک‌گرات، بنیان‌گذار بخت‌آزمایی بود.
علی‌رغم روزهای سخت کلن نا گیل و زندگی شخصی مک‌گریتی، او هنوز هم به باور خود مبنی بر استفاده از نیروی فیزیکی برای جمهوری‌خواهی ایرلند، پایبند ماند. وی در ۱۹۳۹ میلادی از تقاضای شین راسل برای پیکار بمب‌گذاری «برنامه-S» در بریتانیا حمایت نمود، برنامه‌ای که فاجعه بار از آب درآمد. مک‌گریتی متهم می‌شود که او با هرمان گورینگ در ۱۹۳۹ میلادی در شهر برلین ملاقات نموده و از وی درخواست کمک به ارتش جمهوری‌خواه ایرلند را نموده‌است که به‌طور غیر مستقیم به «برنامه کاتلین» انجامید.
مک‌گریتی دوست دیرین پاتریک مک‌کارتان بود، مک‌کارتان اهل منطقه کاریکمور و یک جمهوری‌خواه پُر حرارت بود. زمانی که مک‌گریتی در ۱۹۴۰ میلادی درگذشت، یک مراسم عشای‌بانی در کلیسای بزرگ سنت مری در دوبلین برگزار گردید. مک‌گریتی در همه عمر خود از باور استفاده از نیروی فیزیکی جمهوری‌خواه، دست نکشید.
تعدادی از آثار و مقالات وی در کتابخانه ملی ایرلند نگهداری می‌شوند. او کتابخانه شخصی خود را به دانشگاه ویلانوا اهدا کرد.
ارتش جمهوری‌خواه ایرلند تمامی بیانیه‌های خود را تا ۱۹۶۹ میلادی و قبل از این‌که به ارتش «موقتی» و ارتش «رسمی» تجزیه شود، با نام «جی.جی. مک‌گریتی» امضاء می‌کرد. پس از جدایی، ارتش رسمی جمهوری‌خواه ایرلند به استفاده از این نام ادامه داد، اما ارتش موقتی لقب «پی. اونیل» را انتخاب نمود.

## ارجاعات
1. ↑  "Fenian Days". exhibits.library.villanova.edu. Archived from the original on 24 September 2020. Retrieved 26 November 2019.
2. ↑  Cronin, Sean (March 2016). "Joe McGarrity:De Valera's Man in America". irishamerica.com. Archived from the original on 28 August 2020. Retrieved 26 November 2019.
3. ↑  Bornemann, Sara (2018). Political activism and resistance in Irish America: the clan na gael 1912-1916 (Thesis). doi:10.18297/etd/2940. S2CID 159161306. The first decade of the twentieth century revealed a nearly defunct Clan na Gael. Fractured deeply in the late 1880s and 1890s by internecine fighting, and charges of treachery and corruption, the Clan had recently stitched itself back together through the indefatigable efforts of John Devoy, Daniel Cohalan, Joseph McGarrity, and others.
4. ↑  Plowman, Matthew (2003). "Irish Republicans and the Indo-German Conspiracy of World War I". New Hibernia Review. 7 (3): 81–105. doi:10.1353/nhr.2003.0069. JSTOR 20646423. S2CID 144632198. الگو:Project MUSE.
5. ↑  Mahon, Thomas G.; Gillogly, James (2008). Decoding the IRA. The Mercier Press. ISBN 978-1-85635-604-6.
6. ↑  Coleman, Marie (2009). The Irish Sweep: a History of the Irish Hospitals Sweepstake, 1930-87. Dublin: University College Dublin Press. ISBN 978-1-906359-40-9.
7. ↑  McMenamin, Marc (2018). Code Breaker: The untold story of Richard Hayes, the Dublin librarian who helped turn the tide of WWII. Gill Books. ISBN 978-0-7171-8162-9. Archived from the original on 2021-09-23. Retrieved 2020-10-02.
8. ↑  The Irish News - March 8, 2005 (Darren McCann)
9. ↑  Roy Johnston, Century of Endeavour: RJ and Politics in 1970 بایگانی‌شده  در ۲۰۱۱-۰۵-۲۲ توسط Wayback Machine, 2002. Accessed 2010-10-09.